# Jan Andreas Dieteren
Jan Andreas Dieteren (Puth, juli 1880 – ?, 2 augustus 1943) was een Nederlands dirigent.

## Levensloop
Dieteren was van beroep horlogemaker, maar de muziek nam een centrale plaats in zijn leven in. Hij was ruim 35 jaar dirigent van de Koninklijke Fanfare "St. Caecilia", Puth. Het befaamde muziekkorps van de Staatsmijn Emma had hij 25 jaar onder zijn muzikale leiding. Maar hij was dirigent bij een reeks van andere harmonies en fanfares, zoals Société St. Martin Fanfare de Stein, in Stein (Limburg), Harmonie St. Caecilia, Schinveld, Harmonie "St. Joseph", Voerendaal, Harmonie Lindenheuvel, Geleen, harmonie L'Union, Born, Koninklijke Philharmonie, Bocholtz en de Philharmonie Sittard. 